# Provincia de Vaca Díez
La provincia de Vaca Díez es una provincia de Bolivia, ubicada en el norte del departamento del Beni, con capital en la ciudad de Riberalta. Tiene una superficie de 22.434 km² y una población de 130.836 habitantes (según el Censo INE 2012), siendo la provincia más poblada del departamento y el norte del país. 
Recibe su nombre en honor a Antonio Vaca Díez, primer médico de la comarca del Beni en el siglo XIX. Vaca Díez nació en Trinidad el 4 de mayo de 1849, y falleció ahogado en el río Ucayali (Perú) el 9 de julio de 1897.

## Historia
Antes de la colonización española, el territorio donde hoy se ubica la provincia Vaca Díez estaba habitada por tribus selvícolas indígenas.
La provincia fue creada por la Ley del 19 de enero de 1900 durante la presidencia del general José Manuel Pando, dentro de la jurisdicción del departamento del Beni, siendo su capital Riberalta. En el río Madera y río Abuná se encontraban los pacahuaras y los yaminahuas, mientras que en el río Madre de Dios y el río Orthon vivían los araonas.

## Geografía
La provincia ocupa la parte más septentrional del departamento del Beni. Limita al norte y al oeste con el departamento de Pando, al sur con las provincias de José Ballivián, Yacuma y Mamoré, y al este con la República Federativa del Brasil.
La provincia no presenta accidentes topográficos importantes y se caracteriza generalmente por un paisaje de superficies planas a suavemente onduladas, con pequeñas elevaciones y áreas bajas inundadizas. Presenta un solo tipo de clima que se caracteriza por ser cálido, sin grandes diferencias de temperatura, con excepción cuando llegan los “Surazos” en la época seca del invierno. El promedio de precipitaciones pluvial anual es bastante alto en los meses de noviembre a febrero.
La provincia Vaca Diez está encerrada por dos grandes ríos, el Beni y el Mamoré que se unen en Villa Bella formando el río Madera. Algunos ríos menores son el Yata, el Benicito, el Ivon, el Geneshuaya: Tumichucua (Ivon), Victoria y Espejo.

## Demografía
De acuerdo con el censo boliviano de 2024, la población de la provincia de Vaca Díez es de 147 900 habitantes.
La población de la provincia ha aumentado en aproximadamente tres cuartas partes en las últimas tres décadas:
| Año  | Habitantes | Fuente |
| ---- | ---------- | ------ |
| 1992 | 84.651     | Censo  |
| 2001 | 116.421    | Censo  |
| 2012 | 130.836    | Censo  |
| 2024 | 147.900    | Censo  |

| N.º | Municipio    | Censo 1992 | Censo 2001 | Censo 2012 | Censo 2024 | Crecimiento 1992‑2024 |
| --- | ------------ | ---------- | ---------- | ---------- | ---------- | --------------------- |
| 1.º | Riberalta    | 52 378     | 75 977     | 89 003     | 107 141    | +104,6 %              |
| 2.º | Guayaramerín | 32 273     | 40 444     | 35 764     | 40 759     | +26,3 %               |

## Estructura
La provincia está dividida políticamente en dos municipios, los cuales son:
- Riberalta: capital y municipio más poblado
- Guayaramerín

## Transporte
En el ámbito del transporte internacional, se tiene prevista la construcción del puente internacional Guayaramerín–Guajará-Mirim, que conectará la ciudad de Guayaramerín con la localidad brasileña de Guajará-Mirim, al otro lado del río Mamoré. En julio de 2025, el gobierno de Brasil aprobó el inicio de las obras, cuya ejecución comenzará oficialmente en octubre del mismo año. El proyecto será financiado íntegramente por Brasil y forma parte del cumplimiento del Tratado de Petrópolis firmado entre ambos países en 1903. El puente se integrará a la red vial boliviana a través de las rutas nacionales 8 y 9, que atraviesan la provincia de Vaca Díez.